# میدان تحریر

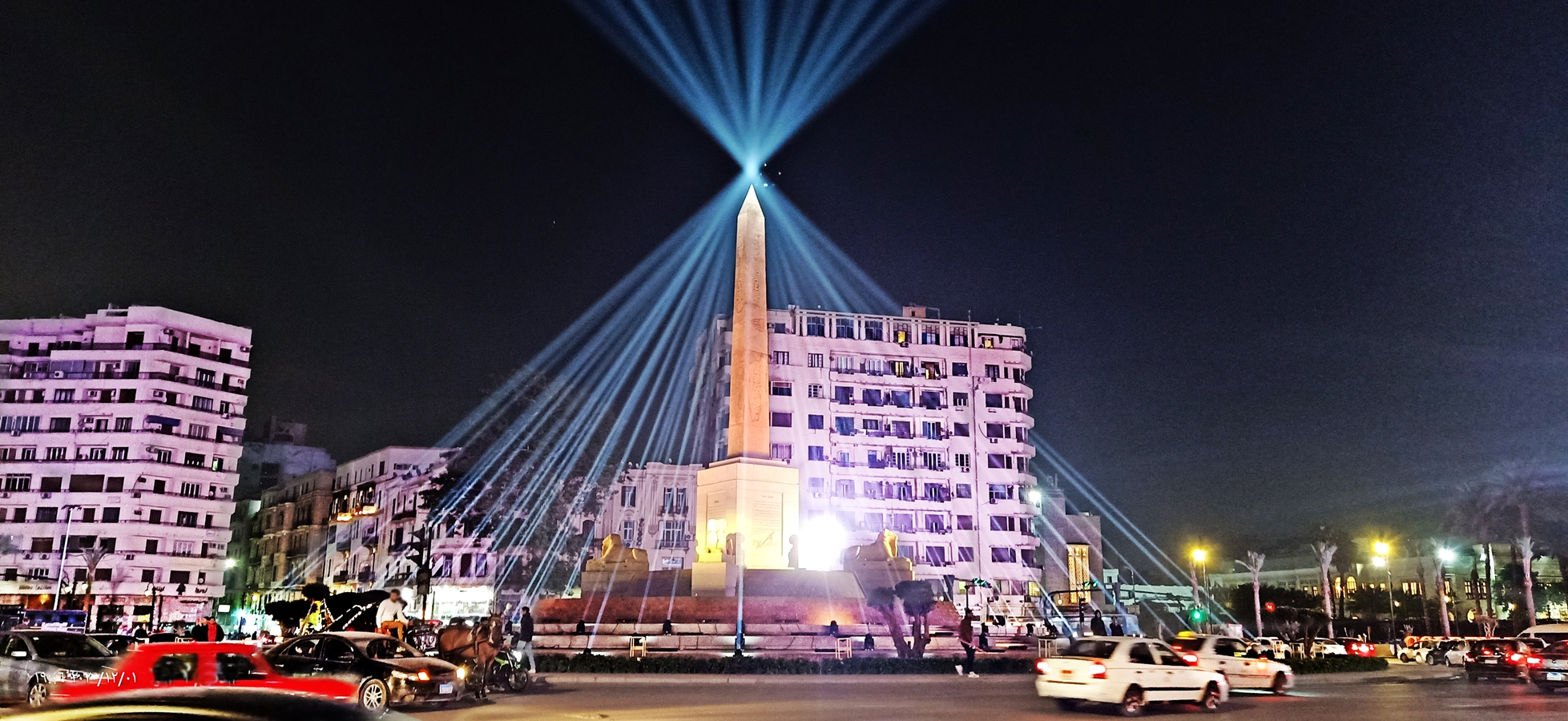
ميدان تحرير.

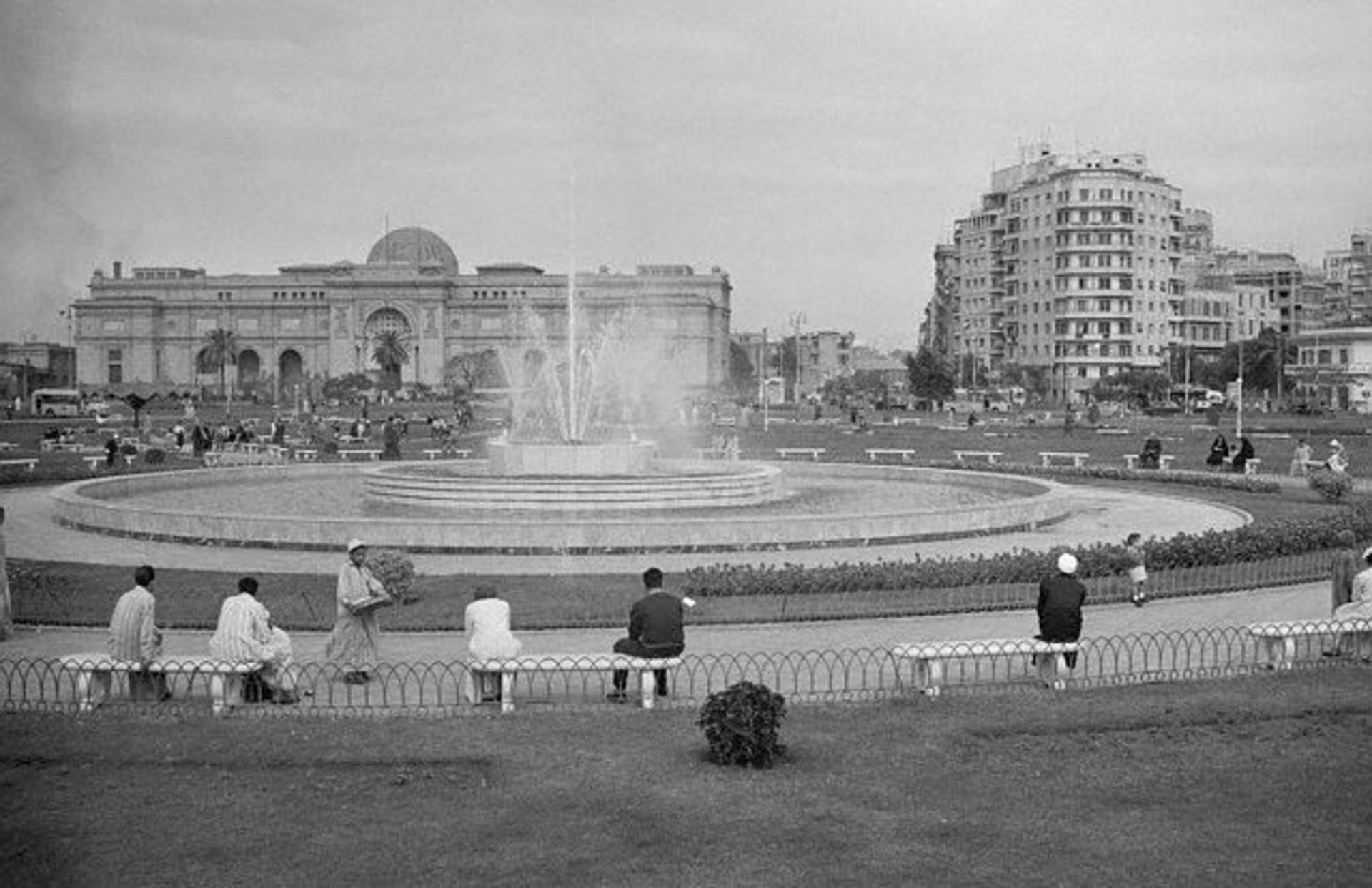
نمایی از میدان تحریر در سال ۱۹۴۱ میلادی.

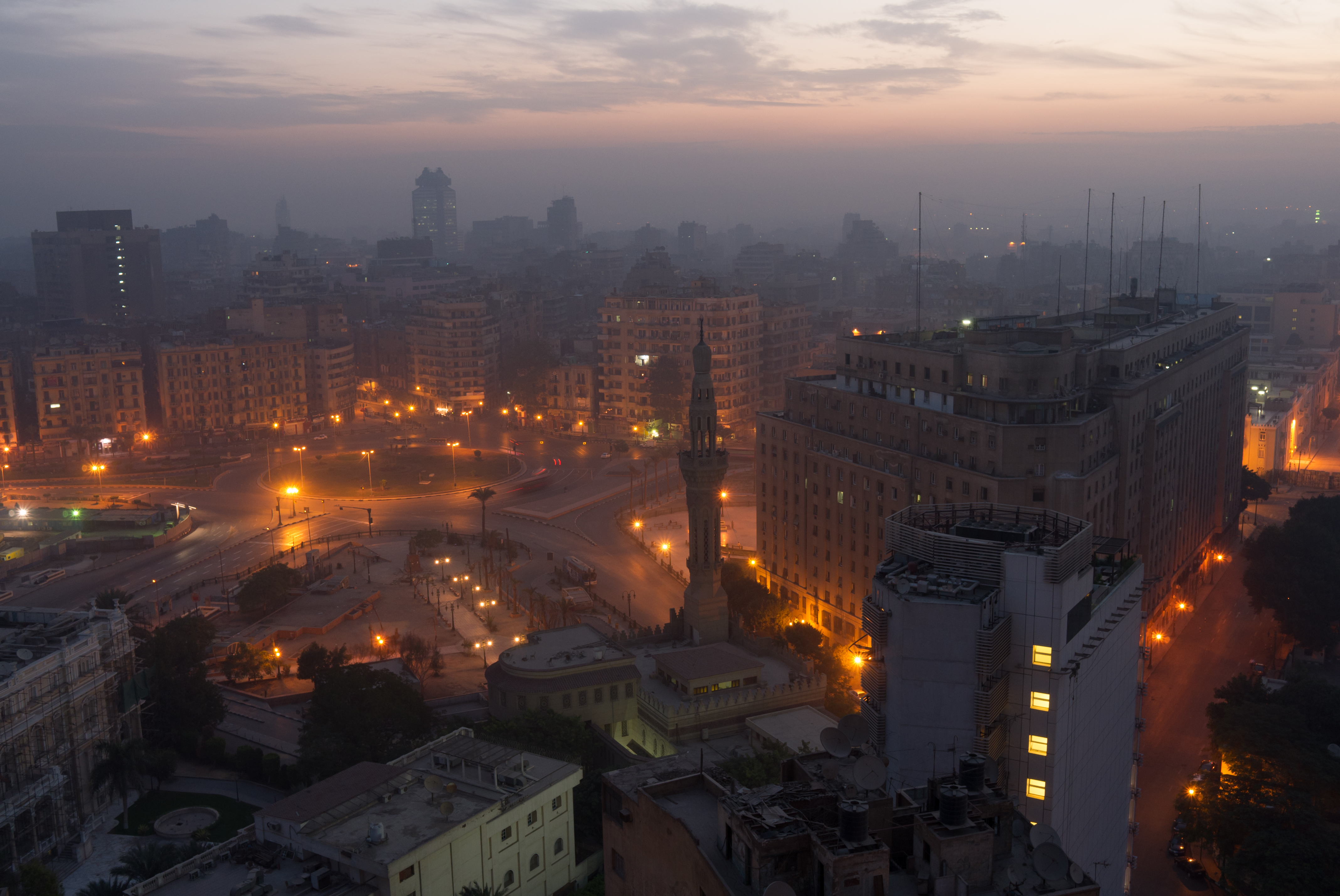
نمایی از میدان تحریر در اوایل صبح.

میدان تحریر (به عربی: ميدان التحرير) به معنای آزادسازی یا نجات، بزرگترین میدان قاهره می باشد که در مرکز این شهر و در شرق رود نیل واقع شده است. نام قبلی آن میدان الإسماعیلیة بود که به نام پادشاه قرن ١٩ خدیو اسماعیل نامگذاری شده بود پس از انقلاب ۱۹۵۲ نام این میدان به التحریر (به معنی آزادسازی یا نجات) تغییر نمود
میدان تحریر از طریق خیابان طلعت حرب، به میدان طلعت حرب متصل می‌شود. خیابان التحریر از شرق و غرب، خیابان میرت باشا از شمال و خیابان القصر العینی از جنوب به این میدان متصل می شوند. این میدان همواره محل برگزاری تظاهرات سیاسی بوده است.

## تظاهرات‌های مهم انجام‌شده در میدان تحریر

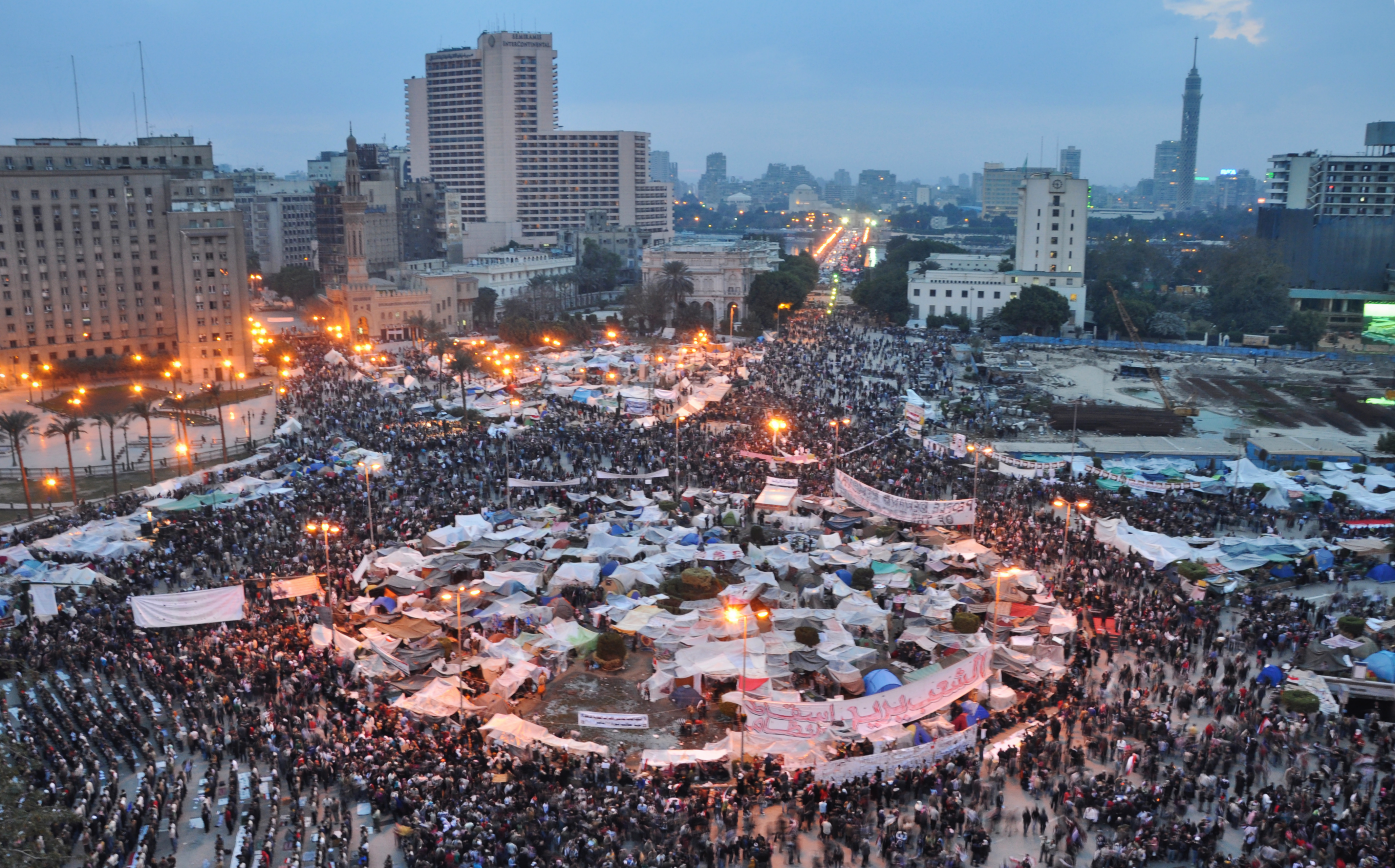
میدان تحریر

تظاهرات سال ۱۹۷۷ که در پی افزایش بهای مواد خوراکی بوقوع پیوست در این میدان برگزار شد. هم‌چنین تظاهراتی در سال ۲۰۰۳ میلادی در اعتراض به حمله آمریکا به عراق در این میدان برپا شد.
در جریان انقلاب ۲۰۱۱ مصر، میدان تحریر به سمبل مبارزه علیه حکومت حسنی مبارک تبدیل شده‌بود.
در سال ۲۰۱۳ در پی اعتراضات مردم به برکناری محمد مرسی و به ویژه تجمع آنها در این میدان، ارتش علیه محمد مرسی کودتا کرد و وی را از قدرت برکنار نمود.

## اماکن اطراف
موزه مصر در نزدیکی میدان تحریر واقع شده‌است.
دفتر مرکزی اتحادیه کشورهای عرب در میدان تحریر واقع شده‌است.
برخی از سفارت‌خانه‌های خارجی از جمله سفارت کانادا در قاهره در میدان تحریر قرار دارند.